# Любомльський ґебіт
Лю́бомльський ґебі́т, Лю́бомльська окру́га (нім. Kreisgebiet Luboml) — адміністративно-територіальна одиниця генеральної округи Волинь-Поділля Райхскомісаріату Україна з центром у Любомлі, яка існувала протягом німецької окупації Української РСР.

## Історія
Округу (ґебі́т) утворено 1 вересня 1941 опівдні з Головненського, Любомльського і Шацького районів тодішньої Волинської області.
Станом на 1 вересня 1943 Любомльський ґебіт поділявся на 3 німецькі райони: район Головне (нім. Rayon Golowno), район Любомль (нім. Rayon Luboml) і район Шацьк (нім. Rayon Schazk).
У Любомлі виходив часопис «Наші вісті» (1 вересня 1941–1943), редактором якого був Анатоль Булавка, а редактором-видавцем — Г. Олішкевич.
21 липня 1944 року радянські війська зайняли окружний центр Любомль, а 22 липня 1944 відвоювали у німців районний центр Шацьк.